# El policía

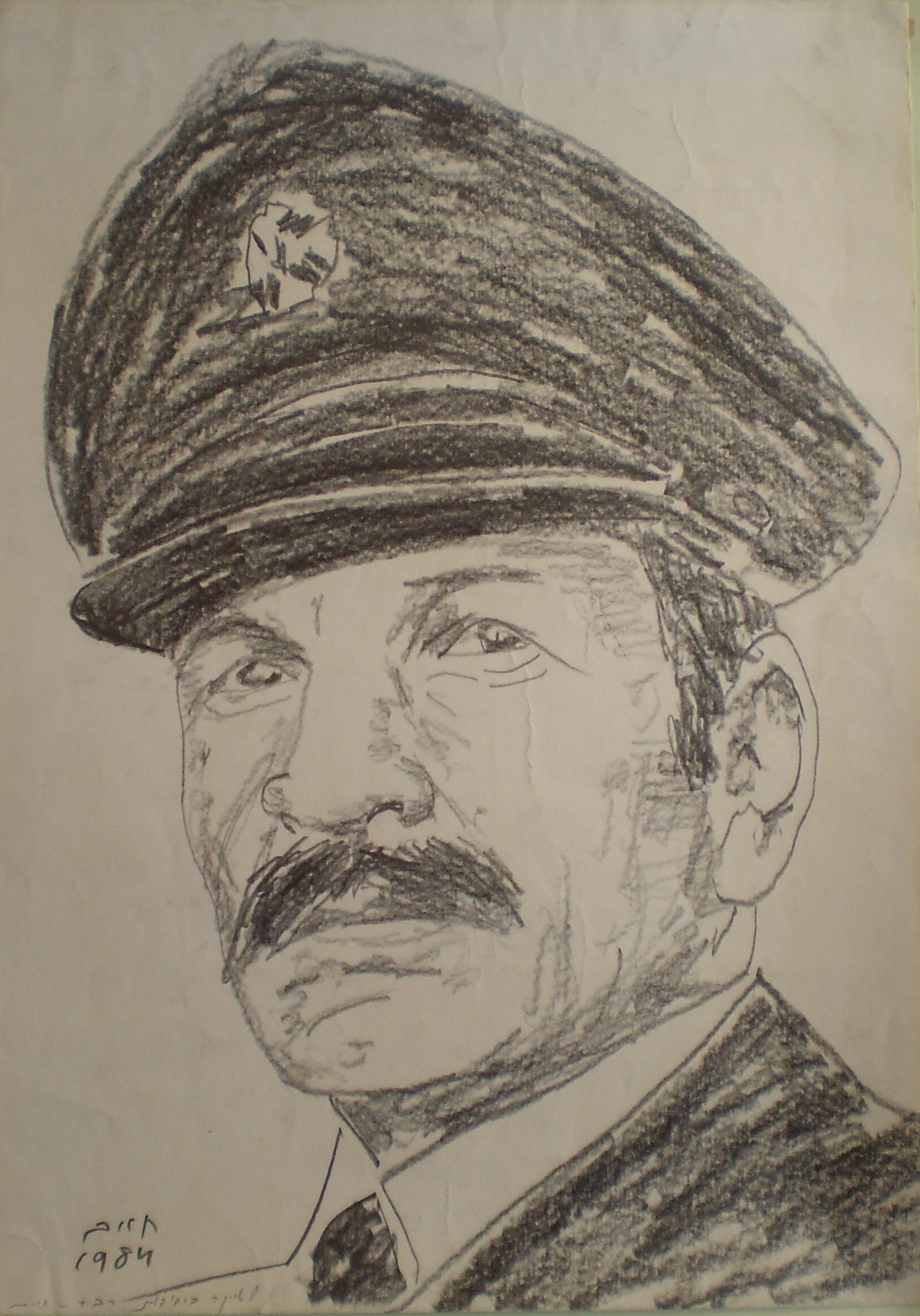
Dibujo de Shaike Ophir caracterizado como el policía Azoulay.

El policía (en hebreo: HaShoter Azoulay השוטר אזולאי‎, 'El Policía Azoulay') es un largometraje israelí estrenado en 1971, escrito y dirigido por el escritor satírico Ephraim Kishon. El protagonista, quien da el título a la película, es interpretado por el actor y mimo Shaike Ophir, en el que se considera uno de sus mejores papeles.
La película fue nominada al Premio Óscar de la Academia a mejor película en habla no inglesa en 1972 y ganó el Globo de Oro en la misma categoría. Ganó muchos otros premios, como mejor película extranjera en el Festival de Cine de Barcelona y Mejor Director en el Festival de Cine de Montecarlo. También fue nominada al premio Hugo de Oro en el Festival Internacional de Cine de Chicago. En Israel se considera una película clásica.
El protagonista de esta película, la cuarta de la filmografía de Kishón, había aparecido como personaje en películas anteriores del director: Ervinka y El canal de Blaumilch.

## Sinopsis
El agente de policía Avraham Azoulay patrulla el distrito de Jaffa en Tel Aviv. Es un hombre honesto, pero muy inocente, y debido a su carácter, nunca ha sido promovido durante sus veinte años en la fuerza. Está casado con una mujer aburrida (interpretada por la experimentada actriz Zaharira Harifai); y no tienen hijos.
Sus superiores, el Capitán Levkovich y el Primer Sargento Bejerano, deciden no renovar su contrato, aunque sienten tristes debido a esto. Mientras tanto, Azoulay se enamora con la sencilla pero encantadora prostituta Mimí, y saca su fotografía de la cartelera de arrestos. Su mujer encuentra la foto y la rompe en pedazos, pero es reconstruida por Azoulay. No obstante, el amor no puede concretarse debido a la negativa del policía de divorciarse de su mujer, ya que según él "la destruiría". Además, siendo un Cohen no puede casarse con una prostituta, de acuerdo a la Halajá.
Azoulay consigue dispersar una manifestación sin recurrir a violencia debido a su conocimiento de la Biblia y el Yiddish; también encanta a un grupo de policías franceses que visitaban la ciudad, debido a su capacidad de hablar en francés; en un club de hablantes árabes da un discurso en árabe. Azoulay puede ver las personas por lo que son y no por lo que representan. Ninguno de estos acontecimientos, sin embargo, ayuda a cambiar la decisión de sus superiores de rechazarle. Azoulay estrecha lazos de amistad con Amar, que es un delincuente . El criminal y sus compinches deciden cometer un delito falso, para que el policía Azoulay los arreste y puedan devolverle su trabajo y un ascenso. Finalmente deciden robar objetos rituales, incluyendo una cruz dorada grande, de un monasterio del barrio. Azoulay logra detener al delincuente en el acto y es finalmente promovido al rango de sargento, pero su contrato no es renovado y se ve forzado a retirarse de la policía.
En la escena final, Azoulay deja el distrito policial con su rango nuevo y los policías marchan en el patio, saludándolo por primera y última vez en su vida. Azoulay devuelve el saludo con los ojos llenos de lágrimas.

## Reparto
- Shaike Ophir  - Constable Sgt. Abraham Azulai
- Zaharira Harifai - Betty Azulai
- Avner Hizkiyahu  - Capt. Lefkowitch
- Itzko Rachamimov  - Sénior Sgt. Bejerano
- Joseph Shiloach  - Amar
- Nitza Saul  - Mimi
- Gabi Amrani  - El Yemenita
- Arieh Itzhak  - Zion
- Abraham Celektar  - Cactus
- Efraim Stan  - Horovitz